# フィンランド映画分類委員会
フィンランド映画分類委員会（フィンランドえいがぶんるいいいんかい、芬語：Valtion elokuvatarkastamo）は、フィンランド共和国憲法第12条に基づき設置されている教育省直属の公的倫理審査機関。同国の第二言語であるスウェーデン語ではStatens filmgranskningsbyrå（SFB）と表記され、通例「VET/SFB」と2言語による略称併記が用いられる。
映画及びコンピュータゲームが審査対象であったが、後者のレイティングは2003年よりPan European Game Information（PEGI）に委嘱されており、2007年1月1日からは法律の改正によりコンピュータゲームの審査権限は全てPEGIに委譲されている。なお、2003年から2006年までは教育課程の相違などを理由にPEGIの「12+」「16+」はフィンランド国内に限りそれぞれ「11+」「15+」に置き換えて使用されていた。

## フィンランドの映画やビデオの分類ゲーム
フィンランドの映画やビデオゲームの年齢制限：
- K-3 - 全年齢対象（以前の"S"）
- K-7 - 7歳以上のみ
- K-11 - 11歳以上のみ
- K-13 - 13歳以上のみ
- K-15 - 15歳以上のみ
- K-18 - 18歳以上のみ

映画の場合は通常指定された制限よりも2歳までの誤差で且つ大人同伴の場合のみ視聴が許可される。ただし18歳以上の作品の場合は上記の条件を満たしていても視聴できない。
スウェーデンでは15歳以上がK-16(16歳以上のみ)に変更されている。